# Danza macabra (Saint-Saëns)

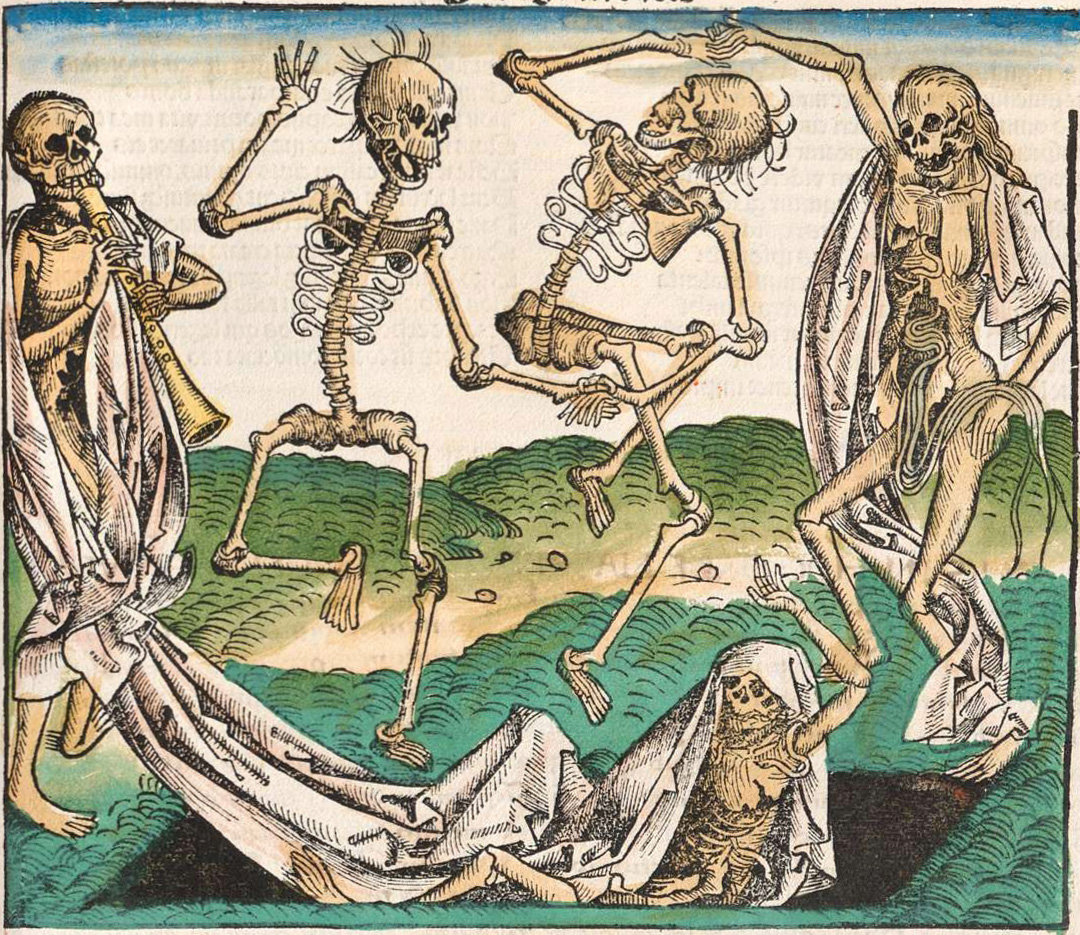
«Danza de la Muerte», de Michael Wolgemut

La Danza macabra (Danse macabre), opus 40, es un poema sinfónico compuesto en 1874 por Camille Saint-Saëns. 
La obra, estrenada en París el 24 de enero de 1875, describe a la Muerte tocando el violín a medianoche. A su ritmo, los esqueletos bailan alrededor de una tumba. Al amanecer, con el canto del gallo, los muertos vuelven a sus tumbas.

## Instrumentación
La Danse macabre se interpreta principalmente por un concertino ejecutando un obbligato de violín, acompañado por una orquesta cuya sección de viento está compuesta por un flautín, dos flautas, dos oboes, dos clarinetes soprano, dos fagotes, cuatro trompas, dos trompetas, tres trombones y una tuba. La sección de percusión incluye Timbal de concierto, xilófono, bombo, platillos y triángulo. La sección de cuerda debe contar con un concertino acompañado por violines, violas y un arpa.

## El poema original deHenri Cazalis
El poema original de Henri Cazalis (en francés) es el siguiente:
| | |
| Zig et zig et zag, la mort en cadence Frappant une tombe avec son talon, La mort à minuit joue un air de danse, Zig et zig et zag, sur son violon. Le vent d'hiver souffle, et la nuit est sombre, Des gémissements sortent des tilleuls; Les squelettes blancs vont à travers l'ombre Courant et sautant sous leurs grands linceuls, Zig et zig et zag, chacun se trémousse, On entend claquer les os des danseurs, Un couple lascif s'assoit sur la mousse Comme pour goûter d'anciennes douceurs. Zig et zig et zag, la mort continue De racler sans fin son aigre instrument. Un voile est tombé! La danseuse est nue! Son danseur la serre amoureusement. La dame est, dit-on, marquise ou baronne. Et le vert galant un pauvre charron – horreur! Et voilà qu'elle s'abandonne Comme si le rustre était un baron! Zig et zig et zig, quelle sarabande! Quels cercles de morts se donnant la main! Zig et zig et zag, on voit dans la bande Le roi gambader auprès du vilain! Mais psit! tout à coup on quitte la ronde, On se pousse, on fuit, le coq a chanté Oh! La belle nuit pour le pauvre monde! Et vive la mort et l'égalité | Zig y zig y zag, muerte en ritmo Golpeando una tumba con su talón, La muerte a la medianoche toca una canción de baile, Zig y zig y zag, en su violín. El viento invernal sopla y la noche es oscura Los gemidos salen de los tilos; Los blancos esqueletos pasan por las sombras Corriendo y saltando bajo sus grandes mortajas, Zig y zig y zag, todo el mundo se menea, Escuchamos los huesos de los bailarines, Una pareja lujuriosa se sienta en el musgo como para saborear viejos dulces. Zig y zig y zag, la muerte continúa rasgando incansable su agrio instrumento. ¡Un velo cayó! ¡La bailarina está desnuda! Su bailarín la abraza con amor. La dama es, se dice, marquesa o baronesa. Y el lozano pretendiente, un pobre carretero, ¡horror! Y ahora ella se abandona a sí misma ¡Como si el patán fuera un barón! Zig y zig y zig, ¡qué zarabanda! ¡Qué círculos de muertos cogidos de la mano! Zig y zig y zag, vemos en la banda ¡El rey brincar con el villano! Pero ¡chis! de repente dejamos el corro, Nos alejamos a empujones, huimos, el gallo ha cantado. ¡Oh! ¡Qué noche hermosa para el pobre mundo! Y viva la muerte y la igualdad |

## Análisis
Según la leyenda de la que parte el poema, la muerte aparece a la medianoche del Día de Difuntos y convoca a los muertos para que salgan de sus tumbas y bailen para ella mientras toca su violín. Los esqueletos bailan hasta que el gallo canta al amanecer, momento en el cual deben regresar a sus tumbas hasta el próximo año.
La pieza se abre con un arpa tocando una sola nota, Re, doce veces (las doce campanadas de medianoche), acompañada por suaves acordes de la sección de cuerda. El solo de violín ingresa interpretando el tritono, conocido como el diabolus in musica («la música del diablo») durante la Edad Media y el Barroco, que consta de un La y un Mi ♭ -en un ejemplo de afinación de scordatura, la cuerda Mi del violinista se ha afinado a un Mi ♭ para crear el tritono disonante. El primer tema se escucha en un solo de flauta, seguido por el segundo tema, una escala descendente en el solo de violín, acompañado de suaves acordes de la sección de cuerdas. El primer y segundo tema, o fragmentos de ellos, se escuchan en las distintas secciones de la orquesta. La pieza se vuelve más enérgica y en su punto medio, justo después de una sección contrapuntística basada en el segundo tema, hay una cita directa interpretada por los instrumentos de viento de Dies irae, un canto gregoriano del réquiem que está relacionado melódicamente con el segundo tema de la obra. El Dies irae se presenta inusualmente en una escala mayor. Después de esta sección, la pieza vuelve al primer y segundo tema y llega al clímax con la orquesta completa interpretando dinámicas muy fuertes. Luego hay una abrupta interrupción en la textura y la coda representa el amanecer (el gallo, interpretado por el oboe) y los esqueletos regresan a sus tumbas.
La pieza hace un uso particular del xilófono para imitar los sonidos de los huesos vibrantes. Saint-Saëns usa un motivo similar en el movimiento Fósiles de El carnaval de los animales.

## Crítica musical
La primera vez que «Danse macabre» se estrenó al público no tuvo buena recepción.  El crítico musical Roger Nichols menciona las novedades musicales de Saint-Saëns produjeron reacciones adversas con acusaciones de ser «una versión deformada del Dies irae» y «un horrible solo arañado de violín». Según Nichols, el uso del xilófono y las hipnóticas repeticiones constituyeron un avance del posterior Bolero de Ravel.

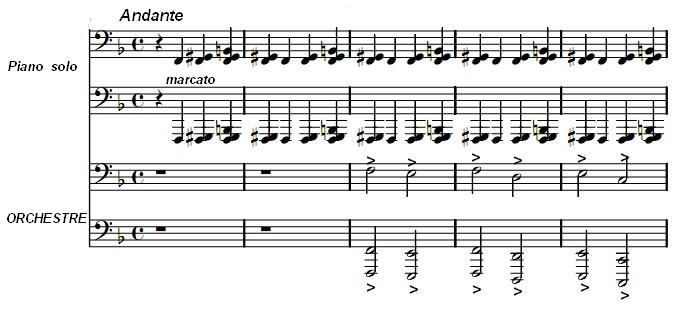
Comienzo de la obra.